# Peliala demonalis
Peliala demonalis là một loài bướm đêm trong họ Erebidae.